# Теодор Михайлов
Теодор Михайлов е български футболист, който играе за Академик (Свищов) като централен защитник. Роден е на 7 февруари 1990 г. Висок e 187 см. Юноша на Белите орли.

## Кариера

### Белите орли
Започва да тренира в школата на Белите орли, а по-късно преминава и в първия отбор.

### Спартак Плевен
Присъединява се повторно към Спартак през януари 2016 г.